# Penstemon flavescens
Espèce
Penstemon flavescens  est une espèce de plantes de la famille des Plantaginacées, originaire d'Amérique du Nord. Elle est connue sous le nom de  Yellow Beardtongue en anglais.

## Description
Cette espèce est pérenne native du Montana et l’Idaho et qui peut atteindre 30 cm de hauteur. Les fleurs sont généralement de couleur blanche ou jaunâtre.